# Mérida (Mèxic)
Mérida és una ciutat mexicana, capital de l'estat de Yucatán. Està localitzada al nord-oest de l'estat, a 35 km de la costa del Golf de Mèxic. L'any 2020 tenia una població de 921.770 habitants, mentre que la seva àrea metropolitana, que també inclou les ciutats de Kanasín i Umán, tenia una població de 1.316.090 habitants.
Mérida va ser construïda el segle xvi per ordre de la família Montejo, conquistadors espanyols de la ciutat maia de T'ho o Ichcaanzihó. Va ser anomenada Mérida per Francisco de Montejo, ja que les ruïnes maies eren similars a les ruïnes romanes de la ciutat homònima d'Espanya. Va ser fundada formalment el 6 de gener, 1542 per Francisco de Montejo. Els materials utilitzats en la construcció de la ciutat han fet que la ciutat sigui coneguda a Mèxic com la "Ciutat Blanca". Va ser la "Capital Americana de la Cultura" el 2000.
Actualment Mérida és una ciutat important amb una economia puixant del sud-est mexicà. La ciutat, com la resta de l'estat de Yucatán, es diferencien de la resta del país en molts aspectes culturals i fins i tot lingüístics, atès que la varietat dialectal de l'espanyol yucatec conté molts préstecs de la llengua maia i fins i tot d'altres llengües europees dels immigrants que s'hi van establir, a més d'una fonética i entonació única. Hi viuen un nombre considerable de descendents maies i els residents han conservat llurs tradicions i llur identitat com a poble maia, diferent de la resta de Mèxic. Yucatán és l'únic estat mexicà que ha creat una bandera pròpia, que conserva dels períodes en què s'independitzaria de Mèxic.